# 조선의 일본 국서 거부
조선의 일본 국서 거부(朝鮮- 日本 國書 拒否)는 조선 말기에 조선 조정을 관리하는 흥선대원군이 유교 사상으로의 쇄국 정책을 펼치면서 일본에서 보낸 국서(곧 서계)를 거부한 사건으로, 서계 사건 또는 서계 거부 사건이라고도 한다. 이 사건은 한국과 일본에서 오랫동안 운요호 사건의 주요 원인 가운데 하나로서, 그리고 조선 은둔국설의 한 근거로서 인정을 받아 왔다.

## 사건의 경과

### 조선의 일본 국서 거절 전
조선이 일본에서 보낸 국 사실에 대한 경과는 다음과 같다.
19세기 중엽 조선에서는 고종이 즉위하고 대원군이 집권한 뒤에도 외국에 대한 정책에 변화가 없었다. 종래대로 청에 사대하고 일본과 교린한다는 정책이 유지되었다. 다만 서양 세력에 대해서는 아편 전쟁 등의 예를 들어 충분한 준비가 되기 전까지 문호를 개방하지 않기로 한다. 이에 대해 “대원군의 쇄국 정책”이라고 표현하기도 한다.
1863년 일본에서 쇄국 정책(도쿠가와 이에미쓰(3대 쇼군) 집권으로서 시마바라의 난(1637년) 진압 이후로 1641년부터 시행하는 외세 봉쇄 정책)을 유지하고 있던 에도 막부(도쿠가와 막부)에서는 미국의 매튜 C. 페리 제독이 이끄는 흑선의 일본 열도 내항에 의해 미국과 가나가와 조약(1854년)을 가까이 맺었어도, 이이 나오스케의 안세이 5개국 조약(1858년)에 잘못 휘말리며 재산 피해를 당하였던 고메이 천황 정권 앞에서 8월 18일의 정변(1863년)이 발발하자 고메이 천황을 따르는 에도 막부 14대 쇼군 도쿠가와 이에모치가 사쓰마번과 조슈번한테 존왕양이 쇄국 정책을 실시내리던 와중에는 사쓰에이 전쟁(1863년), 시모노세키 사건(1863년), 금문의 변(1864년), 시모노세키 전쟁(1864년)을 일으키다가 조슈번이 미국·영국·프랑스·네덜란드 연합 함대한테 패퇴당하였어도 그 책임을 회피하던 조슈번이 막부한테 반기로 휘두르며, 막부가 1864년부터 제1차 조슈 정벌을 실시하다 1866년에 전국 각지 쌀값 폭등, 반막부파의 삿초 동맹에 의하여 이에모치 각기병 사망에 파탄당하는 막부가 제2차 조슈 정벌 도중에 패퇴당하고 말았다.
1866년 12월 12일 중국 광동(廣東)에서 발행되는 중외신보(中外新報)에 일본국 명유(名儒)를 자칭한 팔호순숙(八戸順叔)이라는 자가 일본 막부에서 의논한 결과 조선을 정벌하기로 했다는 글을 실었다. 이때 그 이유로서 조선이 도요토미 히데요시 이래로 5년에 한 차례씩 조공하기로 약조하였음에도 이를 지키지 않았기 때문이라고 밝혔다. 뒷날 이를 일본 측은 유언비어라고 변명하였으며, 실제로 팔호순숙의 주장은 사실무근이다.
1867년 11월 9일 제2차 조슈 정벌을 끝으로 막부의 패배를 깨달았던 에도 막부 15대 쇼군 도쿠가와 요시노부가 메이지 천황에게 대권을 이양하는 대정봉환이 이루어져 신정부 강령을 위한 왕정복고를 실현하였다. 이에 따라 1868년 1월 15일 일본은 모든 외교권을 신정부가 접수하고 일본에 주재하는 각국 외교 공관에 알렸으며, 다만 조선과의 외교는 종래대로 대마번의 번주에서 관할케 한다. 메이지 정부는 대마도주에게 황실의 권위나 국체(國體)의 위엄을 손상하는 문구를 쓰지 말 것과 조선 국왕에 대한 일본 천황의 서열상 우위를 명확히 표현할 것을 요구하였다.
1868년 6월 28일 일본에서 조선으로 왕정 복고의 사실을 알리는 사절단을 구성하고, 1868년 12월 19일 조선 동래에 일본의 사절단이 도착하여 가지고 온 외교 문서의 등본을 조선 측에 전달하였다. 그러나 흥선대원군 집권 하의 조선 측은 (1) 사절 대표가 일방적으로 관직과 호칭을 바꾼 점, (2) 조선이 준 도서(圖書)가 아닌 일본 정부가 새로 만든 도장(圖章)을 사용한 점, (3) 황제, "황조"(皇祚), "황상(皇上)" 같은 중국의 천자만이 쓸 수 있는 용어를 사용한 점 등을 문제 삼아 접수하지 않았다. 이때의 일은 그 뒤 6년 동안 조선과 일본 정부의 외교 현안으로 남겨지며, 이를 근거로 뒷날 조선 은둔국설이 제기된다. 그러나 국체의 변동 등은 외교 관계에서 매우 중요하며, 이는 외교 사절 등을 파견하기에 앞서 미리 양해를 구해야 하는 사항이므로, 조선의 반응은 국제 관례에 비추어 비상식적인 대응은 아니었다. 이후에도 일본은 외무성의 관원을 보내 근대적 조약을 맺을 것을 요구하였지만, 흥선대원군은 일본 측 서계(書契)의 형식 및 용어가 구규(舊規)에 어긋난다는 이유로 끝내 거절하였다. 이처럼 흥선대원군이 메이지 일본과의 새로운 관계 맺기를 거부한 이면에는 세상을 유교적 도덕이 지배하는 중화의 문명세계와 유교의 교화가 미치지 않은 야만세계로 이분하는 화이론적 세계관에 입각해 일본을 중화문화권 밖으로 이탈하여 서구의 양이들과 같아진 야만국이라고 보는 왜양일체의 부정적 일본관이 작용하고 있었다.

### 조선의 일본 국서 거절 후
1872년 1월 일본 사절단이 3년 만에 동래에서 철수한다. 같은 해 5월 말 대마도 출신 왜관 책임자가 동래 부사와의 면담을 요구하면서 왜관의 제한구역을 나와서 동래부까지 진입하는 소요 사태를 닷새 동안 계속한다. 또한 일본 외무성은 같은 해 5월 말부터 1873년 2월까지 대마번에 대(對)조선 외교를 관할케 하는 관행을 폐지하고, 왜관의 명칭을 “대일본국공관”으로 바꾼다. 이를 일본 외무성의 왜관 점령 사건이라 부르기도 한다. 이 사건으로 말미암아 조선과 일본의 국교가 정식으로 단절된다.
1873년 5월 일본에서는 조선에의 직접적인 침략을 주장하는, 이른바 소정한론이 일본 정부의 몇몇 관료에게서 대두된다. 그러나 같은 해 10월 소정한론을 주장하던 일본 관료들(소위 정한파)이 일본 정부에서 실각하고 대한정론을 주장하는 관료들(소위 정한 반대파. 실제로는 이들도 정한파이다)이 집권한다. 또한 조선에서도 같은 해 12월 쇄국을 주장하던 흥선대원군이 조선 정부에서 실각한다. 이로써 조선과 일본 양국에서 강경파가 모두 실각하게 된다. 한편 조선에서는 1873년 12월 말 고종은 박정양(朴定陽)을 진상 조사관으로 임명하여 동래부 현지로 내려가 국교가 정돈된 상황을 조사하도록 시켰다. 또한 동래 부사를 비롯한 일본과의 외교 업무에 관련한 모든 관료를 차례로 갈았다.
1873년 4월 일본이 대만에 출병한다. 같은 해 8월 4일 조선 조정은 청국 예부로부터 일본의 대만 출병을 전해 듣는다.
1873년 8월 중순 조선 조정에서는 일본과의 외교 담당관을 처벌하고, 부산의 일본 공관에 협상자를 보내 국교의 기본 방향을 합의하기 시작한다. 같은 해 9월 3일 기본 방향에 대한 합의가 공식 제안되었다. 9월 19일 조선 조정의 대신 회의(우리가 흔히 “당쟁”(黨爭)이라 부르는 “당의”(黨議))에 붙여졌다. 그 뒤 일본 정부가 “서로 화친할 뜻”을 가지고 있음이 명확하다는 이유로 고종은 재가한다. 그때 합의 내용은 일본국이 외교 문서에서 “황제”를 칭해도 조선이 문제 삼지 않고, 조선이 회답서에 “황제”의 칭호를 사용하는지 여부는 상황에 따르도록 한다 등이다.
1873년 10월 부산 일본 공관의 책임자 모리야마 시게루(森山 茂)는 동경으로 돌아가 그간의 임무 수행을 보고한다. 같은 해 12월 28일 모리야마 시게루의 보고를 받은 일본 외무성은 그의 직급을 외무 소승(少丞 : 차관보급)으로 승진시켜 일본 공관의 이사관으로 임명하고, 조선국 파견 근무를 명령한다. 그러나 일본은 대만에 출병하고 있던 터라 조선과의 외교는 뒷전이라 모리야마는 임지로 가지 않는다.
1875년 2월 24일 모리야마 시게루가 임지인 부산에 도착한다. 같은 해 3월 2일부터 동래부는 정식으로 일본 공관의 이사관을 외교관으로서 영접하는 의식을 치를 준비에 들어간다. 그래서 그가 소지한 외교 문서의 등본과 앞으로 사용할 외무성 항해공증(航海公證)의 등본을 요구한다. 동래 부사는 외교 문서가 종래와는 달리 일본문으로 쓰인 점, 외무성 인을 사용한 점, 문서에 ‘대일본’과 ‘황상’의 자구가 있는 점 등을 확인하고 조선 조정에 마지막 동의를 구한다. 3월 12일 고종이 주재한 삼의정 회의(흔히 의정부 회의)에서 이를 되돌려 고치도록 해야 한다는 의견이 있었으나, 고종이 그에 반대하여, 일본의 동정이 의심스럽지 않고, 전년 협정에 따른 외교 문서를 받아보지 않으면 믿음의 도가 아니며, 받아본 뒤에 따르기 어려운 일이 있으면 퇴척해도 늦지 않다고 하였다. 또한 일본 공관원이 기선을 타고 온 일을 들어 문제 삼는 의견도 있었으나, 역시 고종이 청국에서도 신속함을 따져 기선을 타는데 일본이 그러지 말라는 법이 없다고 하여 그 주장을 제지하였다.
1875년 3월 27일 양측 실무관은 사흘 뒤에 있을 동래 부사와 일본 이사관이 서로 만날 때의 의례 절차에 관해 구체적인 논의에 들어간다. 이때 일본은 갑자기 서양식 대례복(곧 연미복)을 입고 연향이 열리는 곳의 정문을 통과하겠다고 주장하며 시간을 끈다. 이에 4월 9일 조선 조정에서는 그 의례만은 구식대로 할 것을 결정한다.
1875년 4월 15일 모리야마는 부관을 동경에 보내어 대조선 외교에서 함포 외교가 유효한 수단임을 보고하면서 그에 대한 준비를 요청한다. 일본 외무성은 청훈의 필요성은 인정하였으나, 모리야마에게는 외교 수단으로만 당초 목적을 이루라고 명령한다.
1875년 5월 9일에 조선 조정의 결정을 이사관 측에 통고하였고, 5월 15일 동래 부사가 여러 이유를 들어 이번에 한해 구식대로 의례를 행하자고 종용한다. 이에 모리야마는 조선 측이 시간을 끌고 있다고 주장하면서 서면을 가지고 온 조선 관리를 공관에 억류한다.
1875년 5월 17일 일본 공관에서는 조선 측 요구가 일본에 대한 내정 간섭이라는 성명을 발표했고, 동래 부사는 조선의 국체를 손상시키는 행위라는 성명을 발표한다. 5월 19일 일본 공관에서 이사관의 재반박을 발표한다.
1875년 5월 21일 동래 부사는 일본 공관과의 교섭을 중단하고 조선 조정의 지휘를 구한다. 그에 따라 6월 9일(음력 5월 10일) 2품 이상의 대신들만이 모인 대신 회의에서 일본과의 우호가 깨지지 않게 하자는 타협론, 일본국제 개혁의 결과를 이웃인 조선이 강제할 수 없다는 수용론이 우세하였다. 고종도 정면충돌을 피함을 제1원칙으로 삼자고 했다. 그러나 뒤에 열린 의정 대신 회의에서는 강경론이 대두하여 8월 6일(음력 7월 9일)에 하달된 의정부 하회에서는 구식대로 하고, 복식 등을 바꾸면 연향 설행(국빈을 맞는 잔치를 베풂. 앞서 말한 영접 의식)이 불가능함을 천명한다.
1875년 9월 5일 고종은 의정 대신 회의의 하회를 뒤엎었다. 고종은 동래 부사를 갈아치웠고, 신임 부사에게 일러 일본국 관계자들을 알아듣도록 깨우쳐 반드시 연향을 설행하라 명한다.
1875년 9월 20일 모리야마 이사관은 일본 정부의 명을 받아 이튿날인 21일에 일본으로 출국한다. 같은 날 운요호 사건이 일어난다.

## 평가
오늘날에도 조선의 일본 국서 거부는, 그 사실만으로는, 조선의 잘못이라는 입장이 한일 양국에서 지지를 얻고 있다. 그러나 그 과정을 살펴보면 개개의 사항에서 일본이 고의적으로 사건을 지연시킨 책임도 없잖아 있다.
협상 과정에서 조선이 말하는 일본의 잘못은 다음과 같다.
1. 교섭이 지나치게 일방적이었다. 국체나 정권의 교체와 같은 사항은 미리 알려 서로 오해가 없도록 해야 함에도 일본에서는 그러한 조치를 취하지 않았다. 이는 동서양을 막론하고 외교 관례에 비추어 옳지 못한 행위이고 전쟁을 야기하는 행위이다. 일례로 18세기 말 프랑스 시민혁명 뒤에 일어난 전쟁을 들 수 있다. 그에 더하여 갑자기 외교 문건의 형식을 바꾼 일도 마찬가지이다. 그러한 변동에 따른 외교 절차 등을 서로 합의하여 바꾸어야 하는데, 일본은 그것을 일방적으로 바꾼 뒤에 조선에게는 “우리가 바꾸었으니 너희는 따라라”라는 식으로 일방적인 태도를 시종일관 유지하였다.
2. 경계심을 갖게 만든 뒤에 그에 대해 제대로 된 해명도 없이 외교 의례를 바꾸었다. 앞서 말한 팔호 사건으로 조선 조정이 일본을 바라보는 눈길이 곱지 않은 때에, 그에 대한 제대로 된 해명도 하지 않은 채, 외교 의례와 문서마저 일본이 일방적으로 예고도 없이 바꾸자 조선으로서는 더욱 경계하게 되었다.
3. 조선에서 협상 의사를 밝혔음에도 고의로 1년 이상 협상을 지연시켰고, 협상이 재개된 뒤에도 여러 차례 협상을 지연시켰다.
4. 처음부터 평화적인 교섭을 할 생각은 없었다.(이미 계획적으로 포함외교 구상) 그 근거로서 왜관 점령이나 사절 억류와 같은 사건이 반복되었다.

협상 과정에서 조선이 보인 일본의 잘못은 다음과 같다.
1. 훈도와 동래 부사만을 내세운 채 외교 문서(서계)의 문제점을 지적한 뒤 어떠한 타협도 시도하지 않아 3년 동안 협상을 정돈시킨 책임이 있다.
2. 일본 측이 최후 수단으로서 무력 도발을 할 가능성이 매우 높았음에도 그에 알맞은 대응을 하지 못하였다.

또한 종래에 조선의 일본 국서 거부는 “조선이 일방적으로 잘못했다”라는 학설에 따라 “조선 은둔국설”이나, 국서 거부에 대해 고종이 아무런 역할도 하지 못했다고 주장하면서 “고종의 암약설”의 논거로 삼기도 하였다. 게다가 종래에는 운요호 사건이 일본 측의 사전 모의에 따른 행위임에도 조선의 일본 국서 거부가 그 원인인 듯이 한일 양국에서 인정 받는 결과를 초래하였다.
반면에 이 사건과 운요호 사건에서 교훈을 얻은 조선은 1876년 조일수호조규를 체결할 때에는 일본의 무력 도발을 사전에 막을 수 있게 된다.

## 같이 보기
- 서계 사건
- 팔호사건
- 운요호 사건

## 참고 자료
- 이태진 (2000년 8월 30일). 《고종시대의 재조명》 초 2쇄판. 서울: 태학사. ISBN 89-7626-546-7. (제1부 편견과 오류 비판 - “근대 한국은 과연 ‘은둔국’이었던가?”(135-164쪽))